# Hälsingelagen

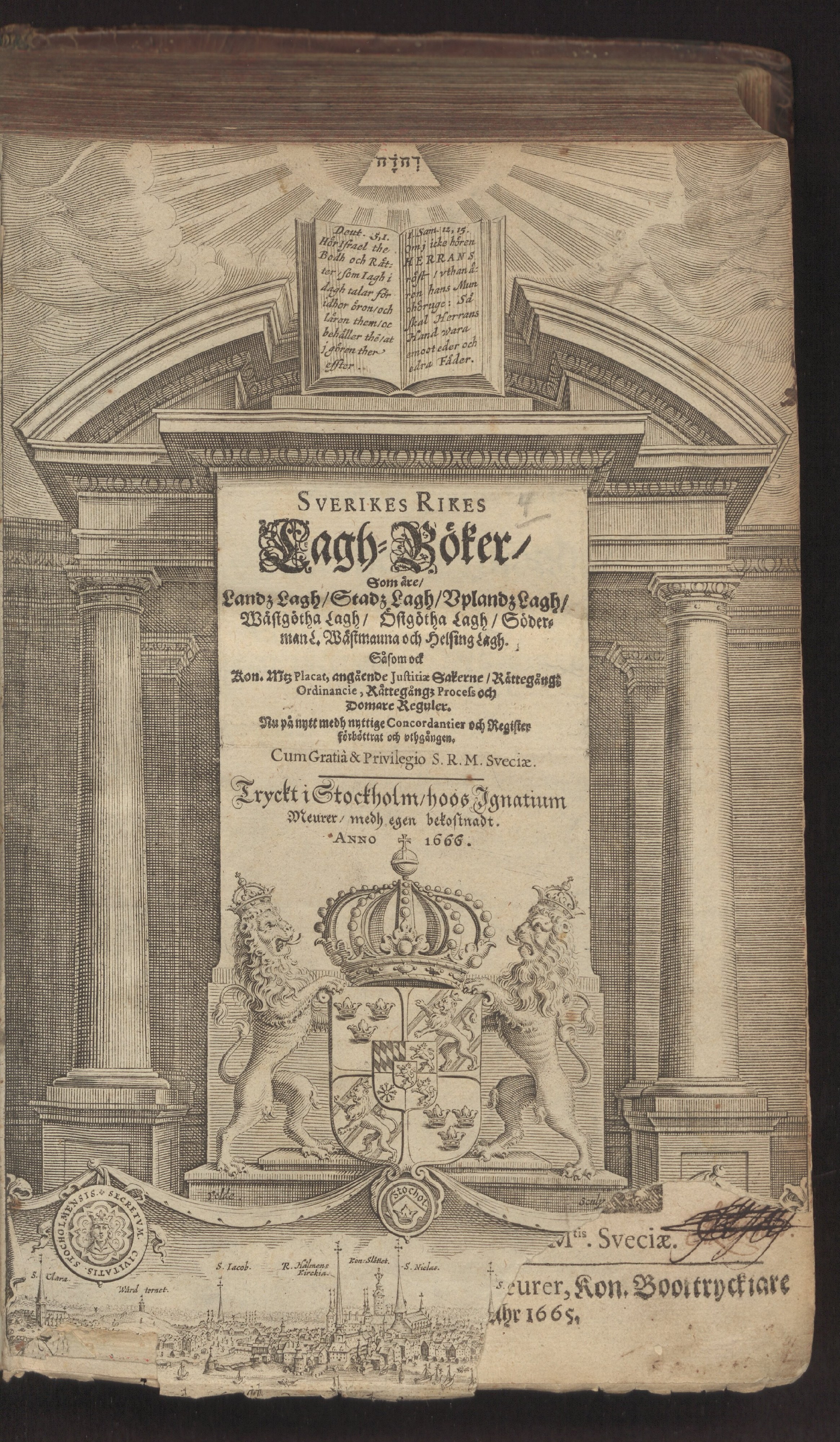
Hälsingelagen i tryck från 1666.

Hälsingelagen (Lex Helsingiae) avser i första hand den landskapslag som nedtecknades omkring år 1320 men kan även avse äldre lagar från landskapet. Den ersattes av Kristofers landslag. Åtminstone ett exemplar av Hälsingelagen förvarades under tiden den var gällande fastkedjat vid kyrkoväggen i Selångers kyrka. Den återutgavs under modern tid av Carl Johan Schlyter 1844, och omtrycktes 1940 av Åke Holmbäck och Elias Wessén med omtolkningar av Schlyters text.

## Tillkomst
Med Hälsingland förstods under medeltiden de områden som beboddes av svenskar i de nuvarande landskapen Hälsingland, Medelpad, Ångermanland, Västerbotten, Norrbotten, samt delar av västligare landskap och Finland i öster (Stor-Hälsingland). Denna mark hade vid ingången till 1300-talet ett löst förhållande till Sverige. Hälsingland tillhörde Upplands lagsaga och lydde under Upplands lagman, men utvecklade också en egen rätt vilken är den som finns nedtecknad i Hälsingelagen. Så sent som 1317 slog hälsingarna ihjäl sveakungens skatteuppbördsman Lars Karlsson, och det var problematiskt för den svenska statsmakten och kyrkan att få Hälsingland att underkuvas. Den förste fogden över Hälsingland tillsattes under samma tid, Johan Ingemarsson. 1331 är Hälsingland en del av riket och någon gång där emellan tecknades Hälsingelagen ner.

## Lagens innehåll
Lagen börjar med en ingress som inleds med orden: "Med lag skall man land bygga" (Mæþ lagh skal man land byggæ). Därefter följer kyrkobalken, konungabalken, ärvdabalken, "manhæliæsbalken" (brottsbalken), jordabalken, "wiþerbobalken" (byggdingabalken), och "þingmalæbalken" (rättegångsbalken). Varje balk är sedan indelad i ett antal flocker (kapitel).
Hälsingelagen gör åtskillnad på människor i olika delar av landskapet. I Ångermanland och Medelpad ska var man över 20 betala skatt i skinn och lärft aff hwæriæ skipi foræ leþungx lama. I Umeå och Bygdeå socknar och norr därom skall i stället en bågaskatt betalas, och de slipper då ledungsplikten men får själva värja sitt land. Mats Berglund skriver 2006 i Gårdar och folk i norr att bågaskatten var en ersättning för värnplikten som tillkom fria män.
I Hälsingelagen indelas landskapet i samma tre folkland som fanns under järnåldern: Alir, Sunded och Nordanstig. Dessa hade dock i Hälsingelagen blivit tredingar och sedan indelades i skeppslag, vilket traditionellt har uppfattats som att skeppslagen ingick i ledungsväsendet, en uppfattning som är osäker och inte har kunnat beläggas.[källa behövs] I lagen nämns också tre kungsgårdar, i Norrala, Hög och Jättendal. Kungsgårdarna var centrum för skatteuppbörden till kronan.
Hälsingelagen har framhållits som mer jämställd än andra landskapslagar, eftersom den medger även kvinnan rätt att anklaga sin make för hor (äktenskapsbrott), och det är den enda landskapslag som tillåter kvinnan att slå ihjäl maken om hon ertappar honom i säng med en annan kvinna, något som andra landskapslagar bara medger mannen.

## Hälsingelagen påForsaringen
Forsaringen är Sveriges äldsta bevarade rättskälla. Det är en järnring, som suttit på kyrkdörren i Forsa kyrka, och den innehåller runor på båda sidorna och tros vara från någon gång mellan 800- och 1100-talet.[källa behövs] Man tror att ringen ursprungligen kommit från grannsocknen Hög där byarna Tåsta och Hjortsta finns kvar än i dag. Straffen i lagen fördubblas för varje ny förseelse. 
En översättning av runorna av Holmbäck och Wessén som Gerhard Hafström citerar i boken Ledung och Marklandsindelning lyder:
En tvegill oxe och två örar till biskopsstaven första gången;
två oxar och fyra örar andra gången;
men tredje gången fyra oxar och åtta örar;
och all egendom vedervågar man därvid, om man icke gör rätt för sig.
Det som de lärde äga att få enligt landets lag,
det blev förr stadgat och stadfäst.
Men de gjorde sig detta, Anund i Tåsta och Ofeg i Hjortsta.
Men Vibjörn ristade. 
Forskare som Stefan Brink och Bo Ruthström har ifrågasatt denna tolkning och menar att lagen handlar om att hålla ett vi (en helig plats) eller tingsplats i lagligt skick. Begreppet stafr som översatts med "biskopstaven" skulle exempelvis syfta på en av de stavar varvid vibandet varit fäst och som utgjort en avgränsning av tingsplatsen.

## Lagsaga och lagmän
Landskapen Hälsingland, Medelpad, Ångermanland och Västerbotten hade under en 1300-talet denna gemensamma lagbok, men bildade inte egen lagsaga utan ingick senast från 1401 i Upplands lagsaga. 1563 utbröts dessa områden till egen lagsaga, som dock återgick några år senare. 1611 bildades Norrlands lagsaga.

### Lagmän
- Peter Skulbjörnsson, omnämnd som lagman 19 februari 1363.[10]

Bollnäs Prosteri
- Tomas i Växsjö, lagman under 1300-talet senare del. [11][12][13]